# Donji Laduč
Donji Laduč is een plaats in de gemeente Brdovec in de Kroatische provincie Zagreb. De plaats telt 745 inwoners (2001).